# Ханбо
Ханбо (яп. (半棒)) — палка, посох, который используется в боевых искусствах в качестве оружия.

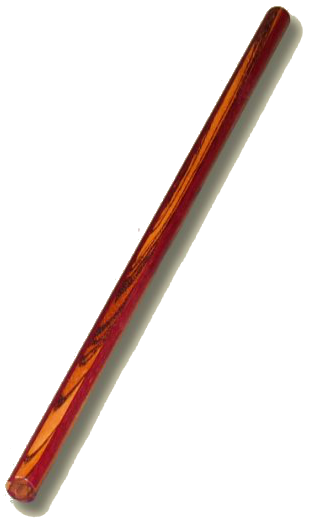
common length and width hanbō

Название происходит от rokushakubō и переводится как «половина бо». Традиционно длина ханбо около 3 сяку — 90 см.
Диаметр от 2,4 см до 3 сантиметров, может варьироваться в зависимости от школы или предпочтений.
На сегодняшний день используется в японском боевом искусстве Hanbōjutsu.